# 洛佩拉戰役
洛佩拉戰役發生於1936年12月27日至29日的西班牙內戰。本場戰役發生於國民軍的阿塞圖納攻勢期間，12月27日，第十四國際縱隊發起來進攻以期能佔領由國民軍所據守的洛佩拉城鎮，但在國際縱隊遭受可怕損失後，其攻勢於兩天後宣告失敗。

## 背景
1936年12月, 岡沙洛·奎波·德·亞諾開始對科爾多瓦省發起進攻，以期能奪取哈恩省內安杜哈爾這個富庶的油橄欖產地。於是共和派派出了最近新組建的第十四國際縱隊到安杜哈爾前線，以期能收復於12月24日被國民軍攻佔的洛佩拉。

## 戰役過程
12月27日，縱隊發起進攻試圖收復洛佩拉。進攻部隊由第十四國際縱隊組成，共3,000人，由瓦爾特將軍指揮；他們未經訓練也無電話通訊設備，更糟糕的是，他們沒有任何的空軍或砲兵的支援。而他們面對的國民軍，則是由雷東多指揮的部隊，下轄一個安達盧西亞「requetes」突擊隊(2,000人)、2,000名摩洛哥「regulares」(正規軍)以及西班牙騎兵。 國民軍利用機槍、迫擊砲以及大砲殲滅了大批的國際縱隊。經過36小時的戰鬥後，縱隊停止了進攻。

## 後續發展
國際縱隊折損了800人（包含戰死的300人），其中戰死的還有兩位英國詩人：約翰·康福德以及拉爾夫·溫斯頓·福克斯。 在第10營的145名英國志願人員當中，有78人在本場戰役喪生。 在這場戰役後，安德烈·馬蒂下令拘禁了縱隊中指揮法國營的加斯頓·德拉撒勒(Gaston Delasalle)。 德拉撒勒被指控為無能、膽小及成為法西斯間諜，隨後便被行刑隊槍決。

## 傳記
- Beevor, Antony. (2006). The battle for Spain. The Spanish Civil war, 1936–1939. Penguin Books. London. ISBN 978-0-14-303765-1.
- Thomas, Hugh. (2001). The Spanish Civil War. Penguin Books. London. ISBN 978-0-14-101161-5.

## 外部連結
- Battle of Lopera （页面存档备份，存于）

37°56′N 4°12′W / 37.933°N 4.200°W